# Tatjana Khmyrova
Tatjana Jevgenjevna Khmyrova (russisk: Татьяна Евгеньевна Хмырова) (født 6. februar 1990 i Volgograd) er en russisk håndboldspiller, som spiller i HC Vardar og Ruslands håndboldlandshold.